# Jack Berg
Ole Jakob Jack Berg, född 1 februari 1936 i Furnes, Norge, död 15 april 2020 i Stockholms Gustav Vasa distrikt, Stockholm, var en norsk-svensk ingenjör och generalsekreterare i Svenska Klätterförbundet.
Jack Berg växte upp på en gård i Grue i Solør, Norge, och utbildade sig till radaringenjör i norska Luftforsvaret. Han lämnade dock Norge för att flytta till Stockholm, där han arbetade på IBM. 1963 engagerade han sig i klättermiljön i Häggsta. I mars 1964 gjorde han tillsammans med Thor Kleppen den första vinterbestigningen av Kaskasapaktes nordpelare. Efter ett par år som dataingenjör i Liberia anlitades han som säkerhetsexpert på ett antal svenska Antarktisexpeditioner. Han blev sedermera ledare för klättringskurser vid Kebnekaise. Han ledde den första lyckade svenska Mount Everest-expeditionen 1991, och var rådgivare för den andra norska Mount Everest-expeditionen 1994. Berg var en av medlemmarna i Svenska Fjällklubbens alpina sektion som bröt sig ur organisationen för att istället starta Svenska Klätterförbundet 1973, och blev dess första svenske generalsekreterare 1997. Han avled i sviterna av covid-19 2020.